# Dobrogea de Nord

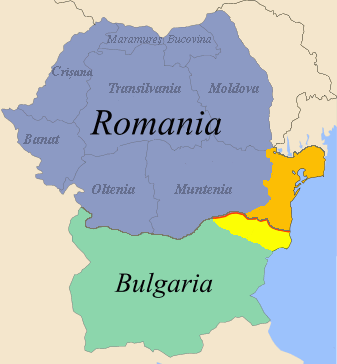
Harta României și Bulgariei, cu Dobrogea de Nord colorată în galben închis

Dobrogea de Nord (în limba bulgară: Северна Добруджа, Severna Dobrudja) este partea Dobrogei aflată pe teritoriul României, cuprinsă între  cursul inferior al Dunării, țărmul Mării Negre și Cadrilaterul bulgăresc. 

## Geografia
Dobrogea de Nord este limitată la nord de Delta Dunării și Munții Măcinului, la est de Marea Neagră, la vest de cursul inferior al Dunării și la sud de granița cu Bulgaria. Râurile dobrogene sunt puține la număr și cu un debit redus.
Teritoriul Dobrogei de Nord este împărțit din punct de vedere administrativ în două județe:  Constanța (7.071 km² și 715.151 locuitori) și  Tulcea (8.499 km²  și 265.349 locuitori). 

### Orașe
- Constanța
- Tulcea
- Medgidia
- Mangalia
- Năvodari
- Cernavodă
- Ovidiu (oraș)
- Eforie
- Hârșova
- Babadag
- Măcin
- Negru Vodă (oraș)
- Isaccea
- Sulina

### Râuri
- Casimcea
- Slava
- Taița
- Telița

### Limane și lacuri
- Lacul Crapina
- Lacul  Jijiei
- Lacul  Traian
- Lacul  Babadag
- Limanul  Razim
- Limanul  Zmeica
- Limanul  Sinoe
- Limanul  Tașaul
- Limanul Techirghiol

### Delta Dunării
Pe cuprinsul Deltei Dunării  se află mai multe lacuri, dintre care cele mai importante sunt: 
- Roșu
- Isac
- Gorgova
- Furtuna
- Ledeanca
- Tatanir
- Merhel
- Matița
- Uzlina
- Dranov
- Lumina
- Puiu
- Puiuleț

## Istoria
Teritoriul Dobrogei, aflat sub stăpânirea otomană până în 1878, a fost împărțit între România și Bulgaria, la finalul Războiului de Independență, prin tratatele de la San Stefano și de la Berlin. Comisia de trasare a frontierei a pornit de la reduta „Arab-Tabia” situată pe malul Dunării imediat la est de Silistra, și a ajuns la marea Neagră între cătunele pescărești „Ofidaki” (azi în raza comunei Vama-Veche, fostă Yilanlîk) și „Limanaki” (azi în raza comunei bulgare Durankulak, fostă Blatnița), definind astfel la nord de această linie, o suprafață de circa 15.570 km2 acordată României ca o compensație pentru pierderea Basarabiei de sud anexată de Imperiul Rus, și la sud de această linie, o suprafață de circa 7.500 km2 acordată Bulgariei.
După Al doilea război balcanic din 1913 România a ocupat și Dobrogea sudică, de atunci denumită Cadrilater, pe care a retrocedat-o Bulgariei în 1940, prin tratatul de la Craiova.

## Heraldică
Dobrogea de Nord este reprezentată de doi delfini pe Stema României.